# Luigi Cagni
Luigi Cagni (n. 14 iunie 1950, Brescia) este un fotbalist italian retras din activitate, care a jucat în carieră pe postul de fundaș.
Retras în 1988, și-a început cariera de antrenor în același an cu Brescia Calcio. Ca antrenor, Cagni a condus echipa Piacenza Calcio din Serie C în Serie A.